# Ilse Pausin
Ilse Pausin, född 7 februari 1919 i Wien, död 6 augusti 1999, var en österrikisk konståkare.
Pausin blev olympisk silvermedaljör i konståkning vid vinterspelen 1936 i Garmisch-Partenkirchen.